# Andradina
Andradina é um município brasileiro do estado de São Paulo. Localiza-se a uma latitude 20,53 sul e a uma longitude 51,22 oeste, a 630 quilômetros da cidade de São Paulo. O município é formado somente pelo distrito sede, que inclui os povoados de Paranápolis e Planalto. Na cidade está localizado o Thermas Acqualinda, o maior parque aquático do Brasil.

## História
A fundação de Andradina foi idealizada, em 1932, pelo fazendeiro Antônio Joaquim de Moura Andrade, maior criador de gado do Brasil e que tinha o apelido de  Rei do Gado.
Na verdade seu nome era Antônio Joaquim de Andrade, o "Moura" era o sobrenome de seu sócio, a quem muito estimava por isso agregou ao seu próprio nome. Sua empresa com seu sócio era Moura, Andrade & Cia., placa esta fixada na entrada da cidade com o slogan publicitário: "Terras Ótimas para Culturas Vendas a Prestações de longo prazo".
Moura Andrade conseguiu que se construísse um novo ramal ferroviário, a Variante, entre as estações de Araçatuba e Três Lagoas da Estrada de Ferro Noroeste do Brasil, que teve sua construção ordenada pelo presidente Getúlio Vargas. Às margens da "Variante", foram criados vários povoados, que hoje são cidades.

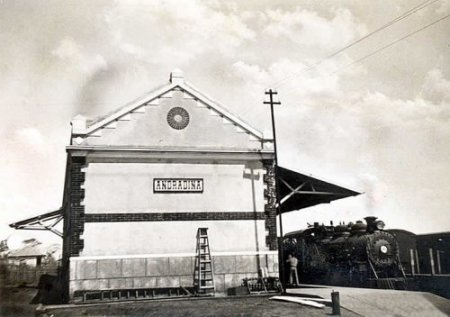
Estação Ferroviária de Andradina (década de 1930).

O traçado antigo da linha da NOB, linha que chegou ao Rio Paraná em 1910 e que ficou conhecido depois como Ramal Araçatuba - Lussanvira (a atual Pereira Barreto), por ter sido construído muito próximo ao Rio Tietê, estava muito sujeito à malária e ficava longe das terras mais altas, as mais adequadas para o plantio de café, o qual era transportado por ferrovias para o porto de Santos.
A Variante, seguindo direto de Araçatuba para a atual Andradina, passaria na Fazenda Guanabara, propriedade do Rei do Gado, seguindo em direção ao Mato Grosso do Sul.
Seu desejo pela urbanização era tanto, que ele, Antônio de Moura Andrade, encomendou ao engenheiro Benelow & Benelow a elaboração de um projeto para a urbanização da futura povoação.
Devidamente planejado, o novo povoado surgiu em 11 de julho de 1937, em terras da Fazenda Guanabara de propriedade de Moura Andrade. Nessa data chegou o primeiro trem de ferro da Variante da Estrada de Ferro Noroeste do Brasil à nova povoação.
Moura Andrade loteou, em pequenos sítios, parte da Fazenda Guanabara para os pioneiros recém-chegados (ao todo eram 6.000 famílias), sem exigir fiador ou entrada em dinheiro.
Moura Andrade instalou luz elétrica movida a motor diesel. Quase todos os comércios da nova povoação pertenciam a ele, no início, inclusive um Banco. Moura Andrade atraiu muitos comerciantes para a nova povoação, vendendo a preços baixos os lotes urbanos. Com um bom marketing, Moura Andrade atraiu muitos compradores para os sítios.
Exemplo deste marketing foi colocar quatro enormes toras de madeira em frente a estação de trem da NOB, junto às quais colocou um grande cartaz, com a seguinte frase:
| “ | Esta é a prova da fertilidade das terras de Andradina! | ” |

Em homenagem ao seu criador, a nova povoação passou a ser conhecida como a "Terra do Rei do Gado".
Cinco meses após ter sido formado o povoado, Andradina foi elevada à condição de Distrito de Paz de Valparaíso, em 10 de novembro de 1937, pela Lei Estadual nº 3.126.
Andradina ganhou autonomia administrativa em 30 de dezembro de 1938, quando foi desmembrada do município de Valparaíso e elevada à condição de município pelo interventor federal no Estado de São Paulo, Ademar de Barros, através do decreto estadual nº 9.775.

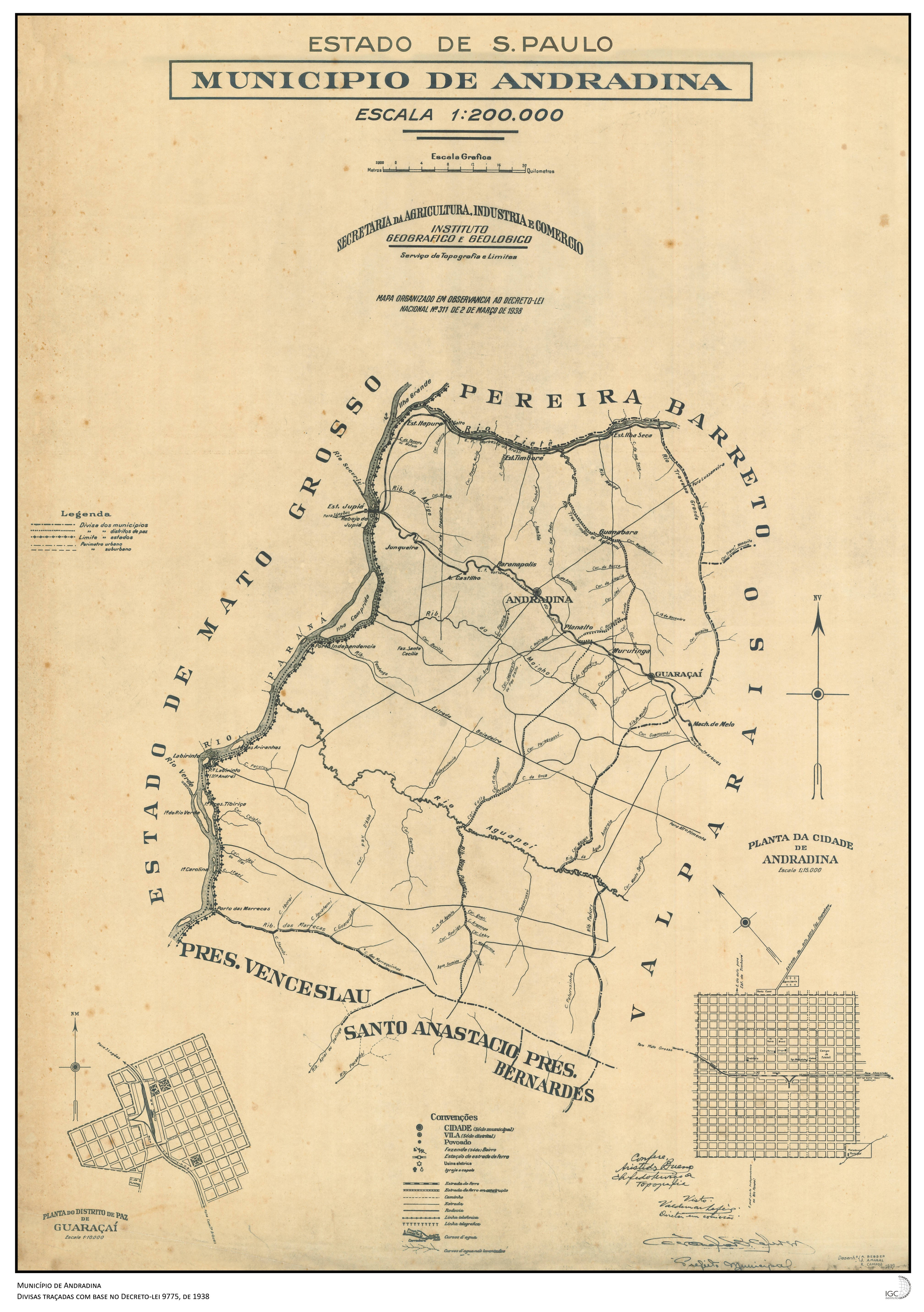
Mapa de Andradina (1938).

A sede da prefeitura foi instalada onde hoje é o Grupo Escolar Dr. Álvaro Guião. A posse do primeiro prefeito municipal, Evandro Brembati Calvoso, ocorreu em 10 de janeiro de 1939.
A poetisa Cora Coralina viveu em Andradina, nas décadas de 1940 e 1950, quando escreveu o célebre "Poema ao Milho".
O município de Andradina foi desmembrado várias vezes perdendo parte de seu território para a formação dos novos municípios de Guaraçaí, Algodoal (atual Murutinga do Sul), Castilho e de Nova Independência. Andradina perdeu terras, em 1944, para a formação do Distrito de Gracianópolis (a atual Tupi Paulista) pertencente a Lucélia, e, para Mirandópolis.

## Geografia
Possui uma área de 960,1 km². Sua população estimada em 2008 era de 56.505 habitantes. Contava, em agosto de 2008, com 42.437 eleitores que representavam 0,146% do total dos eleitores do estado de São Paulo.[carece de fontes?]
Segundo dados do Instituto Nacional de Meteorologia (INMET), referentes ao período de 1981 a 1997 (até 31 de março), a menor temperatura registrada em Andradina foi de 0,9 °C em 26 de junho de 1994, e a maior atingiu 39,6 °C em dezembro de 1985, nos dias 9 e 10. O maior acumulado de precipitação em 24 horas foi de 108,4 milímetros em 9 de março de 1982. O menor índice de umidade relativa do ar foi registrado em setembro de 1985, nos dias 11 e 13, de 16%.
| Dados climatológicos para Andradina | Dados climatológicos para Andradina | Dados climatológicos para Andradina | Dados climatológicos para Andradina | Dados climatológicos para Andradina | Dados climatológicos para Andradina | Dados climatológicos para Andradina | Dados climatológicos para Andradina | Dados climatológicos para Andradina | Dados climatológicos para Andradina | Dados climatológicos para Andradina | Dados climatológicos para Andradina | Dados climatológicos para Andradina | Dados climatológicos para Andradina |
| Mês | Jan                                 | Fev                                 | Mar                                 | Abr                                 | Mai                                 | Jun                                 | Jul                                 | Ago                                 | Set                                 | Out                                 | Nov                                 | Dez                                 | Ano                                 |
| --- | ----------------------------------- | ----------------------------------- | ----------------------------------- | ----------------------------------- | ----------------------------------- | ----------------------------------- | ----------------------------------- | ----------------------------------- | ----------------------------------- | ----------------------------------- | ----------------------------------- | ----------------------------------- | ----------------------------------- |
| Temperatura máxima recorde (°C) | 38,2                                | 36,8                                | 36,3                                | 35,1                                | 33,7                                | 33                                  | 33,8                                | 37,6                                | 38,9                                | 39,4                                | 38,8                                | 39,6                                | 39,6                                |
| Temperatura máxima média (°C) | 31,2                                | 31,4                                | 31,1                                | 30,2                                | 28                                  | 27,2                                | 27,6                                | 29,6                                | 29,9                                | 31,8                                | 32                                  | 31,7                                | 30,1                                |
| Temperatura média compensada (°C) | 25,1                                | 25,2                                | 24,7                                | 23,7                                | 21,3                                | 19,6                                | 19,6                                | 21,4                                | 22,4                                | 24,6                                | 25,3                                | 25,4                                | 23,2                                |
| Temperatura mínima média (°C) | 20,9                                | 21,2                                | 20,6                                | 19,2                                | 16,9                                | 14,7                                | 13,8                                | 15,2                                | 16,9                                | 19,3                                | 20,4                                | 21,1                                | 18,4                                |
| Temperatura mínima recorde (°C) | 10,9                                | 16,6                                | 9,8                                 | 11,2                                | 4,2                                 | 0,9                                 | 1                                   | 2,8                                 | 6,6                                 | 11,7                                | 12,4                                | 15,8                                | 0,9                                 |
| Precipitação (mm) | 233,6                               | 183,9                               | 147,7                               | 93,9                                | 69,6                                | 27,5                                | 18                                  | 42,2                                | 72,1                                | 116,6                               | 125,5                               | 197,1                               | 1 327,4                             |
| Dias com precipitação (≥ 1 mm) | 14                                  | 11                                  | 9                                   | 6                                   | 5                                   | 3                                   | 2                                   | 3                                   | 7                                   | 7                                   | 8                                   | 13                                  | 88                                  |
| Umidade relativa compensada (%) | 81,7                                | 82,1                                | 81,4                                | 79,1                                | 77,1                                | 73                                  | 65,6                                | 60,4                                | 67,2                                | 67,6                                | 69,8                                | 77,5                                | 73,5                                |
| Insolação (h) | 201,4                               | 189,9                               | 213,4                               | 235,9                               | 234,9                               | 216,9                               | 246,5                               | 232                                 | 184                                 | 231,4                               | 241,1                               | 220,4                               | 2 647,8                             |
| Fonte: Instituto Nacional de Meteorologia (INMET) (normal climatológica de 1981-2010; recordes de temperatura de 01/01/1981 a 31/03/1997) |                                     |                                     |                                     |                                     |                                     |                                     |                                     |                                     |                                     |                                     |                                     |                                     |                                     |

## Demografia

### População
| Crescimento populacional                             | Crescimento populacional | Crescimento populacional | Crescimento populacional |
| Ano                                                  | População Total          |                          | %±                       |
| ---------------------------------------------------- | ------------------------ | ------------------------ | ------------------------ |
| 1940                                                 | 14 424                   |                          | —                        |
| 1946                                                 | 80 919                   |                          | 461,0%                   |
| 1950                                                 | 48 783                   |                          | −39,7%                   |
| 1958                                                 | 30 366                   |                          | −37,8%                   |
| 1960                                                 | 38 430                   |                          | 26,6%                    |
| 1970                                                 | 51 688                   |                          | 34,5%                    |
| 1980                                                 | 47 664                   |                          | −7,8%                    |
| 1991                                                 | 52 409                   |                          | 10,0%                    |
| 2000                                                 | 55 161                   |                          | 5,3%                     |
| 2010                                                 | 55 334                   |                          | 0,3%                     |
| 2022                                                 | 59 783                   |                          | 8,0%                     |
| Est. 2024                                            | 61 473                   | [ 17 ]                   | 2,8%                     |
| Fontes: Censos Demográficos IBGE e Estimativas SEADE |                          |                          |                          |

### Dados demográficos
Dados do Censo - 2010
População Total: 55.161
- Urbana: 50.836
- Rural: 4.325
  - Homens: 27.199
  - Mulheres: 27.962
- Densidade demográfica (hab./km²): 57,45
- Mortalidade infantil até 1 ano (por mil): 16,72
- Expectativa de vida (anos): 70,77
- Taxa de fecundidade (filhos por mulher): 1,98
- Taxa de Alfabetização: 90,55%
- Índice de Desenvolvimento Humano (IDH-M): 0,798
- IDH-M Renda: 0,754
- IDH-M Longevidade: 0,763
- IDH-M Educação: 0,876

(Fonte: IPEADATA)

### Etnias
A população de Andradina é composta principalmente por imigrantes Europeus e Asiáticos, assim como em toda região Centro-Oeste Paulista. A tabela abaixo representada é apenas um esboço para dar uma ideia étnica da população.
| Cor/Etnia | Percentagem |
| --------- | ----------- |
| Branca    | 79%         |
| Parda     | 17%         |
| Amarela   | 2,0%        |
| Negra     | 1,8%        |
| Indigena  | 0,2%        |

## Política e administração
Poder Executivo
O atual prefeito de Andradina é Mário Celso Lopes (PSD).
Poder Legislativo
O Poder Legislativo é representado pela câmara municipal, composta por quinze vereadores com mandato de quatro anos. Cabe aos vereadores na Câmara Municipal de Andradina, especialmente fiscalizar o orçamento do município, além de elaborar projetos de lei fundamentais à administração, ao Executivo e principalmente para beneficiar a comunidade.
Presidente da câmara:
- 2019 - Carlos Alexandre Soares - MDB;
- 2018 - Raimundo Justino de Souza - PEN;
- 2017 - Silas Carlos de Oliveira - PDT;
- 2016 - Hernani Martins da Silva - PT;
- 2015 - Marcio Makoto Izumi - PT;
- 2014 - Joaquim Justino da Silva - PSDB;
- 2013 - Wilson Aparecido Bossolan - PT;
- 2012 - Fatima Aparecida dos Anjos - PP;
- 2011 - Cristiano Rodrigues de Oliveira - PSL;
- 2010 - Paulo Pereira Assis - PPS;
- 2009 - Ernesto Antonio da Silva Junior - PPS;
- 2008 - Pedro Ayres de Souza - PT;
- 2007 - Hermenegildo Gildão de Oliveira - PDT;
- 2006 e 2005 - Celia Regina de Souza - PDT;
- 2004 - Jose Rubens Teireixa Borges - PMDB;
- 2003 - Edilson Gomes da Silva - PMDB;
- 2002 - Elpidio Tencarte - PP;
- 2001 - Jamil Akio Ono - PTB;
- 2000 - Hermenegildo Gildão de Oliveira - PDT;

## Infraestrutura

### Comunicações

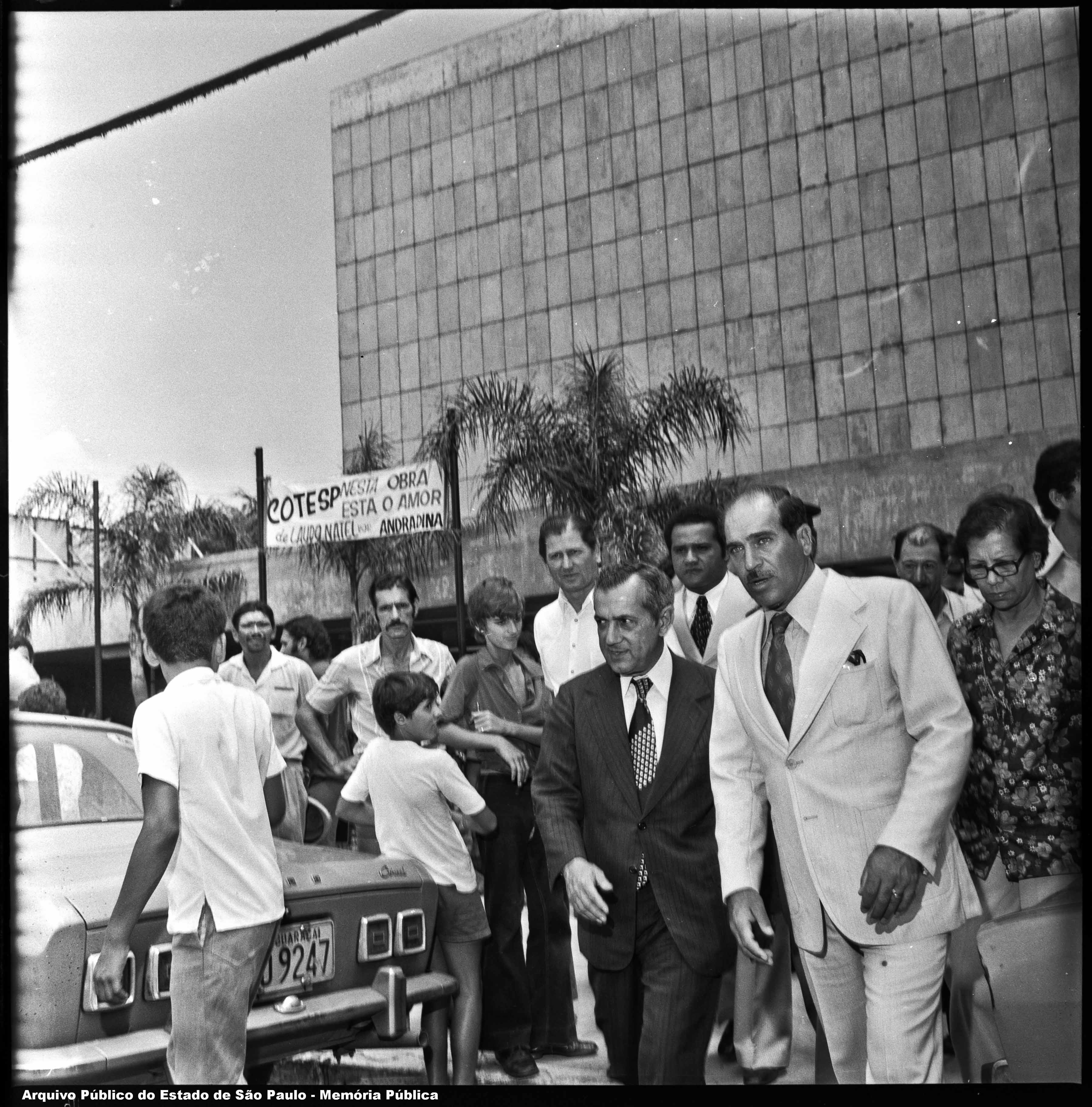
Inauguração da central telefônica pela COTESP (1975).

O sistema de telefones automáticos foi inaugurado na cidade em 1957, e substituído por outro mais moderno em 1975 pela Companhia de Telecomunicações do Estado de São Paulo (COTESP). Já o sistema de discagem direta à distância (DDD) foi implantado em 1977 pela Telecomunicações de São Paulo (TELESP), com o código de área (0187).
Na década de 90 o código DDD da cidade foi alterado para (018), para padronização do sistema telefônico com a telefonia celular que estava sendo implantada em todo o estado.

### Educação e pesquisa
Contém cerca de 22 centros educacionais estaduais, 33 centros educacionais municipais (EMEIs, EMEFs e CEIs) e 15 centros educacionais privados. Possui uma escola técnica, a ETEC Sebastiana Augusta de Moraes e a unidade de pesquisa científica agrícola Agência Paulista de Tecnologia dos Agronegócios/APTA Regional de Andradina.

### Saúde
A cidade conta com a Santa Casa de Andradina e um PAM - Posto de Atendimento Médico.

## Cultura e lazer
Como em todo Centro-Oeste Paulista, a cidade de Andradina possui uma cultura distinta do restante do Estado de São Paulo. Com a imigração de Italianos e Japoneses na região, formou-se uma cultura diferenciada, e também com influências da região Centro-Oeste e Sul do Brasil.
O Governo de Andradina realiza a Festa da Mandioca. A Festa foi criada para promover, divulgar e preservar a tradição através das comidas típicas e produtos preparados com base na mandioca, um dos principais ingredientes da gastronomia regional. A festa ocorre geralmente em Novembro.
É um costume comum na cidade, e também na região, o consumo de Tererê (ou Tereré) por parte dos locais. Outros alimentos consumidos tradicionalmente são Yaki manju (doce Japonês de feijão) e garapa com limão (caldo de cana).
A música Rei do Gado, cantada por Tião Carreiro e Pardinho, menciona a cidade de Andradina.

### Festivais e festas tradicionais
- AndraRock - É um evento musical. Este evento musical vem crescendo a cada ano na cidade. Realizado pela Secretaria de Cultura do Governo Municipal e com apoio do Projeto Rock, formado por um grupo de músicos – o objetivo é difundir as bandas de rock da cidade e região.
- Festa da Mandioca - Evento para divulgação da gastronomia cultural.
- Festa Junina de Andradina - É uma tradicional festa na cidade de Andradina.
- Bon Odori - É um festival que ocorre anualmente durante o verão entre julho e agosto, no Japão (verão nórdico), sempre após o Pôr do sol, pois prevalece a crença de que os espíritos somente saem durante a noite.
- Expoan - Maior evento na cidade, é uma festa de rodeio onde também ocorrem shows de duplas sertanejas.

### Esportes
O nadador Olímpico Ricardo Prado é natural de Andradina, ganhou medalha de prata nos Jogos Olímpicos de Verão de 1984 em Los Angeles.
O Andradina Futebol Clube é o clube de futebol da cidade, fundado em 28 de maio de 1963 e conhecido como "Foguete da Noroeste". Nasceu para disputar o profissionalismo e, no início, adotou as cores vermelha e branca e o escudo igual ao do América do Rio de Janeiro. Depois, passou para azul e branco. Porém, num caso pouco comum no futebol paulista, até hoje ostenta as duas cores no uniforme. Teve 23 participações no Campeonato Paulista de Futebol e foi campeão da Quarta Divisão (atual Série B) em 1965.

## Filhos ilustres
- Ricardo Prado - Nadador olímpico no jogos de Los Angeles.
- Luiz Carlos Alborghetti - Jornalista policial, Radialista,Apresentador de Televisão e Político.
- Adélio Sarro - Pintor, desenhista, escultor e muralista.
- Valdeci Basílio da Silva (Basílio) - Jogador de futebol , atuou em clubes como Coritiba, Palmeiras, Grêmio e Santos. Era Atacante.
- Monica Otero - Ultramaratonista.
- Walderi Braz Paschoalin - Prefeito na cidade de Jandira morto a tiros.
- Bruno Rodrigo Fenelon Palomo - Jogador de futebol que atua como zagueiro. Atualmente no Grêmio.
- Gilberto Ribeiro Gonçalves - Ex-jogador de futebol que atuava como atacante, jogou por clubes como Corinthians, Internacional, Cruzeiro e Flamengo. Chegou a seleção Brasileira em 2003.
- Lauro Júnior Batista da Cruz - Jogador de futebol que atua como goleiro.
- Nilce moretto - Youtuber, influenciadora digital, CEO dos canais Coisa de Nerd, Cadê a chave, Republica coisa de nerd, Quero ouvir podcast e Finaceiro

## Religião
O Cristianismo se faz presente na cidade da seguinte forma:

### Igreja Católica
- A igreja faz parte da Diocese de Araçatuba.[27]

### Igrejas Evangélicas
- Assembleia de Deus Ministério do Belém.[28][29]
- Congregação Cristã no Brasil.[30]
- Igreja Batista
- Igreja Presbiteriana Independente do Brasil.[31]
- Igreja Evangélica de Confissão Luterana no Brasil.[32]